# Varanodon
Varanodon es un género de pelicosaurios de la familia Varanopidae. Los fósiles descubiertos en la formación Chickasha Oklahoma datan del Roadiense Medio y Kunguriense Temprano del periodo Pérmico. Media entre 1,2 a 1,4 metros de longitud.

## Descripción
Varanodon, tiene una longitud de alrededor de 1 metro, tenía las piernas largas y delgadas. Los registros fósiles muestran que el cráneo podría haber tenido algún tipo de ventana anteorbital, una característica que otros animales no poseían. Es posible, por lo tanto, que esta ventana era debido a la mala conservación de la muestra. El cráneo era de aproximadamente 17 pulgadas de largo, con una espalda que se extendía hacia atrás sobre la línea de la mandíbula. La mandíbula era más largo que el cráneo, y había una ventana de tiempo grande. Las vértebras de la columna cervical son más cortas, lo que sugiere que los músculos del cuello eran fuertes. Los huesos de las piernas fueron generalmente robusto: el cúbito y el radio son enormemente anchos.